# Skakun cienkoczułki
Skakun cienkoczułki (Tetrix tenuicornis) – gatunek owada prostoskrzydłego z rodziny skakunowatych.
Często mylony z Tetrix bipunctata. Ubarwienie ma zmienne, zwykle żółto- lub czarnobrązowe albo czarne z ciemniejszym rysunkiem. Osiąga od 8 do 12,5 mm długości od czubka głowy do końca przedplecza. Środkowe człony czułków są 3–4 razy dłuższe niż szersze. Przedplecze cechuje łukowato wzniesiona listewka środkowa. Pokrywy są węższe niż środkowe uda. Skrzydła mają tylną, narożną krawędź powcinaną. Tylna para odnóży ma smukłe, trzykrotnie dłuższe niż szersze uda.
Owad rozsiedlony od Półwyspu Iberyjskiego przez większość Europy, Turcję, Iran, Azję Środkową po Mongolię i rosyjski Daleki Wschód. W Polsce jest gatunkiem szeroko rozprzestrzenionym, wapieniolubnym, związanym ze środowiskami na podłożu gliniastym i ilastym.